# Матвеева, Ольга (фотограф)
О́льга Матве́ева (род. 10 июля 1986, Москва, СССР) — российский художник и фотограф, лауреат ряда отечественных и международных конкурсов.

## Биография
Ольга Матвеева родилась 10 июля 1986 года в Москве. В 2003 году поступила в Государственный академический университет гуманитарных наук (бывший ГУГН), который окончила в 2008 году по специальности «политология». В 2010—2013 гг. обучалась в Школе Фотографии и Мультимедиа им. Родченко (мастерская В. Куприянова и А. Хорошиловой по специальности «проектная фотография»). С 2007 занимается преподавательской деятельностью, в частности — ведёт курс «Интенсивный курс фотографии для подростков» в Школе Родченко.
Матвеева увлеклась фотографией ещё в годы обучения в ГУГН. В 2010 году она стала призёром конкурса «Молодые фотографы России» и вступила в Союз фотохудожников России. Международную известность Матвеевой принесла победа на Венском фестивале фотокниги (ViennaPhotoBookFestival) в 2014 году, где она взяла первый приз. Наградой была отмечена её фотокнига Feud («Междоусобица»), посвященная российской аннексии Крыма. Импульсом к созданию этого альбома стала личная история: на момент исторических событий Матвеева и её молодой человек проживали в Ялте, и окружающая политическая нестабильность развивалась параллельно с личным конфликтом.. Идея о том, как войны и кризисы глобального характера оказывают влияние на личные связи, стала базовой концепцией этой работы: по словам Матвеевой, «междоусобица» — это тот термин, который наилучшим образом описывает и политический, и личный конфликт одновременно.
Помимо аннексии Крыма, Матвеева в своём творчестве освещала и другие конфликтные сюжеты: так, её дипломная работа в Школе Родченко «Дом» была отснята в Косово. Балканская тема присутствует и в псевдодокументальном проекте «Intrusion/Вторжение». Художница также исследовала судьбы беженцев, которые оказались на пересылочном пункте в Белграде.
Матвеева вошла в международный шортлист перспективных художников Ones to watch по версии журнала British Journal of Photography. Журнал Forbes назвал её в ряду самых перспективных молодых художников России.

## Награды и резиденции
- 2017 — Шортлист в конкурсе макетов авторских фотокниг в рамках Московского фестиваля фотокниг
- 2017 — Summer Academy в Зальцбурге, мастерская М. Бойтлера (стипендиат)
- 2014, 2016, 2018 — стипендиат Министерства Культуры (Союз Фотохудожников России)
- 2014 — Первый приз Vienna Photobook festival
- 2012 — Резиденция Landeshauptstadt Dusseldorf
- 2011 — Серебряная камера (призёр, номинация «Лица»)
- 2010 — Волжская биеннале (призёр)
- 2010 — Молодые фотографы России (призёр)[2]